# Attack & Release
Attack & Release — пятый студийный альбом американской блюзовой рок-группы The Black Keys. Он был выпущен 1 апреля 2008 году и стал их вторым альбомом, выпущенным на Nonesuch Records, текущем лейбле группы. Во время записи альбома группа отошла от своего «домашнего» стиля и перешла к профессиональному подходу к созданию альбомов: не только впервые группа записала альбом в профессиональной студии (Suma Recording, Painesville, Огайо). Продюсированием занимался Danger Mouse.

## Об альбоме
Альбом был спродюсирован американским музыкантом-мультиинструменталистом и продюсером Брайаном Джозефом Бёртоном, известным под сценическим именем Danger Mouse и выпущен 1 апреля 2008 года. Во время записи альбома группа отошла от своего «домашнего» стиля и перешла к профессиональному подходу к созданию альбомов: не только впервые группа записала альбом в профессиональной студии, но и впервые наняла внешнего продюсера для работы над альбомом.
Перед началом записи барабанщик Патрик Карни хотел изменить звучание своих барабанов и придумал два способа сделать это. Он сказал: "У меня был один из переизданных наборов Bonham, и я установил его в концертном зале. А потом я понял, что хочу ещё и звук в стиле 70-х, поэтому сделал все это дело с «полотенцами на барабанах». В альбоме Attack & Release в качестве гостя участвует Марк Рибо, который раньше играл вместе с дядей Карни в группе Тома Уэйтса.
Альбом Attack & Release дебютировал на 14-м месте в чарте Billboard 200. Альбом занял 83-е место в списке лучших альбомов 2000-х годов по версии Rolling Stone. Песня «I Got Mine» заняла 23-е место в списке 100 лучших песен 2008 года по версии Rolling Stone. В 2012 году альбом получил золотой статус в Канаде, а в 2016 году — в США.

## Отзывы
| Совокупная оценка    | Совокупная оценка |
| Источник             | Оценка            |
| -------------------- | ----------------- |
| Metacritic           | 76/100            |
| Оценки критиков      |                   |
| Источник             | Оценка            |
| AllMusic             | [ 10 ]            |
| The A.V. Club        | B−                |
| Entertainment Weekly | A−                |
| The Guardian         | [ 13 ]            |
| Mojo                 | [ 14 ]            |
| Pitchfork            | 7.5/10            |
| Rolling Stone        | [ 16 ]            |
| Spin                 | [ 17 ]            |
| The Times            | [ 18 ]            |
| Uncut                | [ 19 ]            |

Альбом получил положительные отзывы музыкальной критики и интернет-изданий.

## Список композиций
Слова и музыка всех песен — Дэн Ауэрбах и Патрик Карни, кроме "Things Ain't Like They Used to Be" где автор Ауэрбах.
| №   | Название                                                  | Длительность |
| --- | --------------------------------------------------------- | ------------ |
| 1.  | «All You Ever Wanted»                                     | 2:55         |
| 2.  | «I Got Mine»                                              | 3:58         |
| 3.  | «Strange Times»                                           | 3:09         |
| 4.  | «Psychotic Girl»                                          | 4:10         |
| 5.  | «Lies»                                                    | 3:58         |
| 6.  | «Remember When (Side A)»                                  | 3:21         |
| 7.  | «Remember When (Side B)»                                  | 2:10         |
| 8.  | «Same Old Thing»                                          | 3:08         |
| 9.  | «So He Won't Break»                                       | 4:13         |
| 10. | «Oceans and Streams»                                      | 3:25         |
| 11. | «Things Ain't Like They Used to Be»                       | 4:34         |
| 12. | «Mr. Dibbs // Fight for Air Mash-Up» (hidden bonus track) |              |

## Участники записи
- Дэн Ауэрбах — вокал, гитара, бас.
- Патрик Карни — ударные, продюсирование, перкуссия.

## Чарты
| Чарт (2008)                       | Высшая позиция |
| --------------------------------- | -------------- |
| Австралия (ARIA)                  | 12             |
| Бельгия/Фландрия (Ultratop)       | 42             |
| Нидерланды (Album Top 100)        | 62             |
| Франция (SNEP)                    | 105            |
| Шотландия (Scottish Albums Chart) | 38             |
| Великобритания (UK Albums Chart)  | 34             |
| США (Billboard 200)               | 14             |

## Сертификации
| Регион | Сертификация | Продажи  |
| --- | ------------ | -------- |
| Канада (Music Canada) | Золотой      | 40 000^  |
| Великобритания (BPI) | Золотой      | 100 000^ |
| США (RIAA) | Золотой      | 500 000  |
| ^ Данные о тиражах приведены только на основе сертификации. · Данные о продажах + прослушиваниях приведены только на основе сертификации. |              |          |